# Bahnstrecke Gießen–Fulda
| Streckennummer (DB): | 3700                  |                                         |                                         |
| Kursbuchstrecke (DB): | 635                   |                                         |                                         |
| Kursbuchstrecke: | 169 (1934) 193 (1946) |                                         |                                         |
| Streckenlänge: | 105,936 km            |                                         |                                         |
| Spurweite: | 1435 mm (Normalspur)  |                                         |                                         |
| Streckenklasse: | D4                    |                                         |                                         |
| Streckengeschwindigkeit: | 120 km/h              |                                         |                                         |
| Zugbeeinflussung: | PZB                   |                                         |                                         |
| |                       |                                         |                                         |
| \| \| \| von Frankfurt \| \| \| \| \| von Siegen \| \| \| \| 0,000 \| Gießen \| 172 m \| \| \| \| nach Kassel \| \| \| \| \| nach Gelnhausen \| \| \| \| 2,698 \| Gießen Licher Straße \| Gießen Licher Straße \| \| \| \| Bundesautobahn 485 \| \| \| \| 4,300 \| Gießen Europaviertel (Awanst) \| Gießen Europaviertel (Awanst) \| \| \| 5,100 \| Gießen Flughafen (bis 30. Sept. 1978)[1] \| Gießen Flughafen (bis 30. Sept. 1978)[1] \| \| \| 5,500 \| Gießen Flughafen (Awanst) \| Gießen Flughafen (Awanst) \| \| \| 7,000 \| Rödgen \| Rödgen \| \| \| 7,300 \| Anst Flughafen[2] \| Anst Flughafen[2] \| \| \| 9,754 \| Großen Buseck \| Großen Buseck \| \| \| 11,200 \| Großen Buseck Schwabfrucht (Awanst) \| Großen Buseck Schwabfrucht (Awanst) \| \| \| 11,300 \| Gr. Buseck Industriestammgleis (Awanst) \| Gr. Buseck Industriestammgleis (Awanst) \| \| \| 13,689 \| Reiskirchen (Kr Gießen) \| Reiskirchen (Kr Gießen) \| \| \| 17,443 \| Saasen \| Saasen \| \| \| 20,321 \| Göbelnrod \| Göbelnrod \| \| \| \| von Butzbach \| \| \| \| 23,170 \| Grünberg (Oberhess) \| 273 m \| \| \| \| nach Lollar \| \| \| \| 25,989 \| Lehnheim \| Lehnheim \| \| \| \| von Friedberg \| \| \| \| 28,905 \| Mücke (Hess) (Keilbahnhof) \| Mücke (Hess) (Keilbahnhof) \| \| \| 32,307 \| Nieder Ohmen \| Nieder Ohmen \| \| \| 38,031 \| Burg- und Nieder-Gemünden \| 237 m \| \| \| \| nach Kirchhain \| \| \| \| 42,517 \| Ehringshausen (Oberhess) \| 277 m \| \| \| 52,549 \| Zell-Romrod \| 311 m \| \| \| 60,208 \| Alsfeld (Oberhess) \| 281 m \| \| \| \| nach Niederaula \| \| \| \| 66,900 \| Renzendorf (bis 2011) \| 306 m \| \| \| \| Sägewerk Pfeifer (seit April 2022)[3] \| \| \| \| 72,061 \| Wallenrod (PV bis 2011) \| 354 m \| \| \| \| von Bad Vilbel \| \| \| \| 79,138 \| Lauterbach (Hess) Nord \| 284 m \| \| \| 82,463 \| Angersbach \| Angersbach \| \| \| \| ehem. Landesgrenze Hessen-Preußen \| \| \| \| 85,932 \| Bad Salzschlirf \| 261 m \| \| \| \| nach Niederjossa \| \| \| \| \| Anst Betonwerk Eichenau \| \| \| \| 90,800 \| Awanst Großenlüder \| Awanst Großenlüder \| \| \| 92,410 \| Großenlüder \| 272 m \| \| \| 94,400 \| Lüder \| Lüder \| \| \| 94,594 \| Oberbimbach \| 244 m \| \| \| 99,513 \| Maberzell \| 305 m \| \| \| 103,300 \| Horasbrücke (Fulda) \| Horasbrücke (Fulda) \| \| \| \| Industriegebiet Eisweiher \| \| \| \| \| von Göttingen \| \| \| \| \| von Hannover (Schnellfahrstrecke) \| \| \| \| 105,936 \| Fulda \| 280 m \| \| \| \| nach Fulda Bronnzell \| \| \| \| \| nach Würzburg (Schnellfahrstrecke) \| \| \| \| \| nach Frankfurt (Main) Hbf \| \| \| \| \| \| \| \| Quellen: [4][5][6] \| \| \| \| |                       |                                         |                                         |
| |                       | von Frankfurt                           |                                         |
| Abzweig geradeaus und von links |                       | von Siegen                              | von Siegen                              |
| Bahnhof | 0,000                 | Gießen                                  | 172 m                                   |
| Abzweig geradeaus und nach links |                       | nach Kassel                             | nach Kassel                             |
| Abzweig geradeaus und nach rechts |                       | nach Gelnhausen                         | nach Gelnhausen                         |
| Haltepunkt / Haltestelle | 2,698                 | Gießen Licher Straße                    | Gießen Licher Straße                    |
| Strecke mit Straßenbrücke |                       | Bundesautobahn 485                      | Bundesautobahn 485                      |
| Abzweig geradeaus und nach rechts | 4,300                 | Gießen Europaviertel (Awanst)           | Gießen Europaviertel (Awanst)           |
| ehemaliger Haltepunkt / Haltestelle | 5,100                 | Gießen Flughafen (bis 30. Sept. 1978)   | Gießen Flughafen (bis 30. Sept. 1978)   |
| Abzweig geradeaus und nach links | 5,500                 | Gießen Flughafen (Awanst)               | Gießen Flughafen (Awanst)               |
| ehemaliger Dienststation / Betriebs- oder Güterbahnhof | 7,000                 | Rödgen                                  | Rödgen                                  |
| Abzweig geradeaus und ehemals von links | 7,300                 | Anst Flughafen                          | Anst Flughafen                          |
| Bahnhof | 9,754                 | Großen Buseck                           | Großen Buseck                           |
| Blockstelle | 11,200                | Großen Buseck Schwabfrucht (Awanst)     | Großen Buseck Schwabfrucht (Awanst)     |
| Abzweig geradeaus, nach links und ehemals nach rechts | 11,300                | Gr. Buseck Industriestammgleis (Awanst) | Gr. Buseck Industriestammgleis (Awanst) |
| Bahnhof | 13,689                | Reiskirchen (Kr Gießen)                 | Reiskirchen (Kr Gießen)                 |
| Haltepunkt / Haltestelle | 17,443                | Saasen                                  | Saasen                                  |
| Haltepunkt / Haltestelle | 20,321                | Göbelnrod                               | Göbelnrod                               |
| Abzweig geradeaus und ehemals von rechts |                       | von Butzbach                            | von Butzbach                            |
| Bahnhof | 23,170                | Grünberg (Oberhess)                     | 273 m                                   |
| Abzweig geradeaus und ehemals nach links |                       | nach Lollar                             | nach Lollar                             |
| Haltepunkt / Haltestelle | 25,989                | Lehnheim                                | Lehnheim                                |
| Abzweig geradeaus und ehemals von rechts |                       | von Friedberg                           | von Friedberg                           |
| Bahnhof | 28,905                | Mücke (Hess) (Keilbahnhof)              | Mücke (Hess) (Keilbahnhof)              |
| Bahnhof | 32,307                | Nieder Ohmen                            | Nieder Ohmen                            |
| Haltepunkt / Haltestelle | 38,031                | Burg- und Nieder-Gemünden               | 237 m                                   |
| Abzweig geradeaus und ehemals nach links |                       | nach Kirchhain                          | nach Kirchhain                          |
| Bahnhof | 42,517                | Ehringshausen (Oberhess)                | 277 m                                   |
| Haltepunkt / Haltestelle | 52,549                | Zell-Romrod                             | 311 m                                   |
| Bahnhof | 60,208                | Alsfeld (Oberhess)                      | 281 m                                   |
| Abzweig geradeaus und ehemals nach links |                       | nach Niederaula                         | nach Niederaula                         |
| ehemaliger Haltepunkt / Haltestelle | 66,900                | Renzendorf (bis 2011)                   | 306 m                                   |
| Abzweig geradeaus und von links |                       | Sägewerk Pfeifer (seit April 2022)      | Sägewerk Pfeifer (seit April 2022)      |
| Dienststation / Betriebs- oder Güterbahnhof | 72,061                | Wallenrod (PV bis 2011)                 | 354 m                                   |
| Abzweig geradeaus und ehemals von rechts |                       | von Bad Vilbel                          | von Bad Vilbel                          |
| Bahnhof | 79,138                | Lauterbach (Hess) Nord                  | 284 m                                   |
| Haltepunkt / Haltestelle | 82,463                | Angersbach                              | Angersbach                              |
| ehemaliger Grenze |                       | ehem. Landesgrenze Hessen-Preußen       | ehem. Landesgrenze Hessen-Preußen       |
| Bahnhof | 85,932                | Bad Salzschlirf                         | 261 m                                   |
| Abzweig geradeaus und ehemals nach links |                       | nach Niederjossa                        | nach Niederjossa                        |
| Abzweig geradeaus und ehemals von links |                       | Anst Betonwerk Eichenau                 | Anst Betonwerk Eichenau                 |
| Abzweig geradeaus und von rechts | 90,800                | Awanst Großenlüder                      | Awanst Großenlüder                      |
| Bahnhof | 92,410                | Großenlüder                             | 272 m                                   |
| Brücke über Wasserlauf | 94,400                | Lüder                                   | Lüder                                   |
| Haltepunkt / Haltestelle | 94,594                | Oberbimbach                             | 244 m                                   |
| Dienststation / Betriebs- oder Güterbahnhof | 99,513                | Maberzell                               | 305 m                                   |
| Brücke über Wasserlauf | 103,300               | Horasbrücke (Fulda)                     | Horasbrücke (Fulda)                     |
| Abzweig geradeaus und von links |                       | Industriegebiet Eisweiher               | Industriegebiet Eisweiher               |
| Abzweig geradeaus und von links |                       | von Göttingen                           | von Göttingen                           |
| Abzweig geradeaus und von links |                       | von Hannover (Schnellfahrstrecke)       | von Hannover (Schnellfahrstrecke)       |
| Bahnhof | 105,936               | Fulda                                   | 280 m                                   |
| Abzweig geradeaus und nach rechts |                       | nach Fulda Bronnzell                    | nach Fulda Bronnzell                    |
| Abzweig geradeaus und nach rechts |                       | nach Würzburg (Schnellfahrstrecke)      | nach Würzburg (Schnellfahrstrecke)      |
| |                       | nach Frankfurt (Main) Hbf               |                                         |
| |                       |                                         |                                         |
| Quellen: |                       |                                         |                                         |

Die Bahnstrecke Gießen–Fulda, auch Vogelsbergbahn, ist eine eingleisige, nicht elektrifizierte Hauptbahn in Hessen. Sie beginnt in Gießen und führt nördlich des Vogelsberges über Alsfeld nach Fulda, wo sie in die Bahnstrecke Frankfurt–Göttingen mündet.

## Bezeichnung
Der Name Vogelsbergbahn wurde ursprünglich für die heute stillgelegte und abgebaute Nebenbahn zwischen Stockheim und Lauterbach verwendet. Im Unterschied zur heute als „Vogelsbergbahn“ bezeichneten Strecke führte diese tatsächlich mitten durch den Vogelsberg, wird heute aber zumeist als Oberwaldbahn bezeichnet. Die „Vogelsbergbahn“ dagegen verläuft in den nördlichen Ausläufern dieses Mittelgebirges.

## Verlauf
Die Strecke ist nach heutiger Kilometrierung zwischen den Endbahnhöfen 105,9 km lang. Die Höchstgeschwindigkeit beträgt – seit die Verbindung 2011 ausgebaut wurde – 120 km/h statt bis dahin 90 km/h. An der Strecke befinden sich 109 Bahnübergänge.
Die zahlreichen Kurven sind zum einen dadurch bedingt, dass beim Bau möglichst viele Gemeinden angebunden werden sollten. Zum anderen sind viele Steigungen zu überwinden: Von den 106 Streckenkilometern verlaufen nur 13 km horizontal.

## Geschichte

### Entwicklung

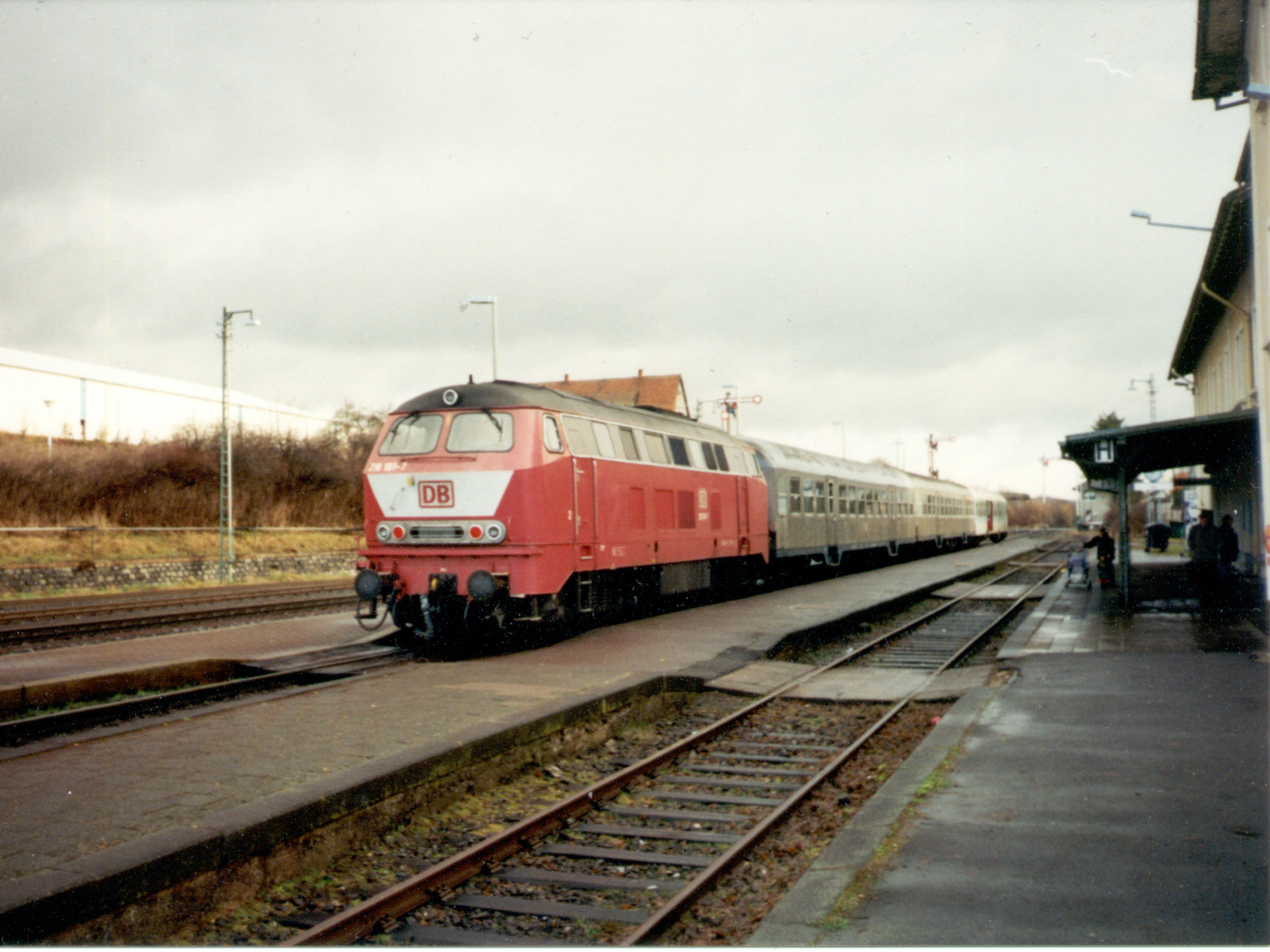
Regionalbahn am Bahnhof Lauterbach (Hess) Nord (1997)

Das Projekt, die Main-Weser-Bahn und die Bahnstrecke Bebra–Hanau zu verbinden, wurde seit den 1860er-Jahren erwogen. 1863 befassten sich die Landstände, das Parlament des Großherzogtums Hessen, mit entsprechenden Plänen. Die Konzession für Bau und Betrieb wurde von Seiten des Großherzogtums am 4. April 1868 den Oberhessischen Eisenbahnen erteilt, einer Aktiengesellschaft, hinter der das Frankfurter Bankhaus Erlanger & Söhne stand. Ergänzt wurde diese großherzoglich-hessische Konzession durch einen Vertrag zwischen dem Großherzogtum Hessen und dem Königreich Preußen, da im Bereich von Fulda auch preußisches Gebiet berührt war. Das Vorhaben wurde gemeinsam mit der Bahnstrecke Gießen–Gelnhausen angegangen und in den beiden folgenden Jahren verwirklicht.
| Gießen–Grünberg (Oberhess)                | 29. Dezember 1869, |
| Grünberg (Oberhess)–Alsfeld (Oberhess)    | 29. Juli 1870,     |
| Alsfeld (Oberhess)–Lauterbach (Hess) Nord | 30. Oktober 1870,  |
| Lauterbach (Hess) Nord–Bad Salzschlirf    | 31. Dezember 1870, |
| Bad Salzschlirf–Fulda                     | 31. Juli 1871.     |

Das Verkehrsaufkommen der Strecke war gering. Zum einen blieb die Industrialisierung in der Provinz Oberhessen weitgehend aus und die Landwirtschaft war im Bereich des Vogelsbergs wenig ertragreich. Die Bevölkerung wanderte ab und in den relativ dünn besiedelten Gebieten blieb Güterverkehr in nennenswertem Umfang aus. Die Vogelsbergbahn hatte nur regionale Bedeutung. So blieb die Strecke eingleisig, obwohl verschiedene Kunstbauten für einen zweigleisigen Betrieb vorbereitet waren. Eine am 1. Juni 1872 eingerichtete Schnellzugverbindung zwischen Gießen und Fulda hatte – mangels Nachfrage – nur bis zum 16. September 1872 Bestand. Die dürftige wirtschaftliche Lage der Oberhessischen Eisenbahnen führte 1876 zu deren Verstaatlichung. Das Großherzogtum betrieb die Strecke durch seine Staatsbahn weiter. Diese ging zum 1. April 1897 in der Preußisch-Hessischen Eisenbahngemeinschaft auf.

### Gescheiterte Projekte
Im Zuge der Diskussion um die Anbindung Fuldas an die Neubaustrecke Hannover–Würzburg wurde in der ersten Hälfte der 1970er Jahre erwogen, die an Fulda vorbeiführende Neubaustrecke nördlich von Fulda, östlich von Unterbimbach, mit der Vogelsbergbahn Richtung Fulda zweigleisig höhenfrei zu verbinden. Die in südöstlicher Richtung verlaufende Verbindungskurve sollte südlich von Maberzell in Richtung Fulda einfädeln.
Eingleisigkeit, einhergehend mit fehlenden Kreuzungsmöglichkeiten nach dem Rückbau einstiger Bahnhöfe zu Haltepunkten und veraltete Technik waren in der Vergangenheit häufig Ursache von Verspätungen. Über das Bundesschienenwegeausbaugesetz waren deshalb für den Zeitraum 2003 bis 2007 rund 30 Millionen Euro für Sanierung, den Bau von Kreuzungsmöglichkeiten und die Erneuerung der Signaltechnik bereitgestellt. Die Mittel wurden aber von der Deutschen Bahn nicht abgerufen, die Pläne nicht umgesetzt.
Seitens der IHK Gießen-Friedberg wurde die Wirtschaftlichkeit eines Terminals für kombinierten Ladungsverkehr auf dem Gelände des ehemaligen US-Depots Gießen untersucht. Dazu wurde von den mittelhessischen Industrie- und Handelskammern am 27. April 2010 eine Informationsveranstaltung durchgeführt. In der städtebaulichen Entwicklungskonzeption für das Gelände wurde die Fläche entsprechend ausgewiesen.

### Ausbau

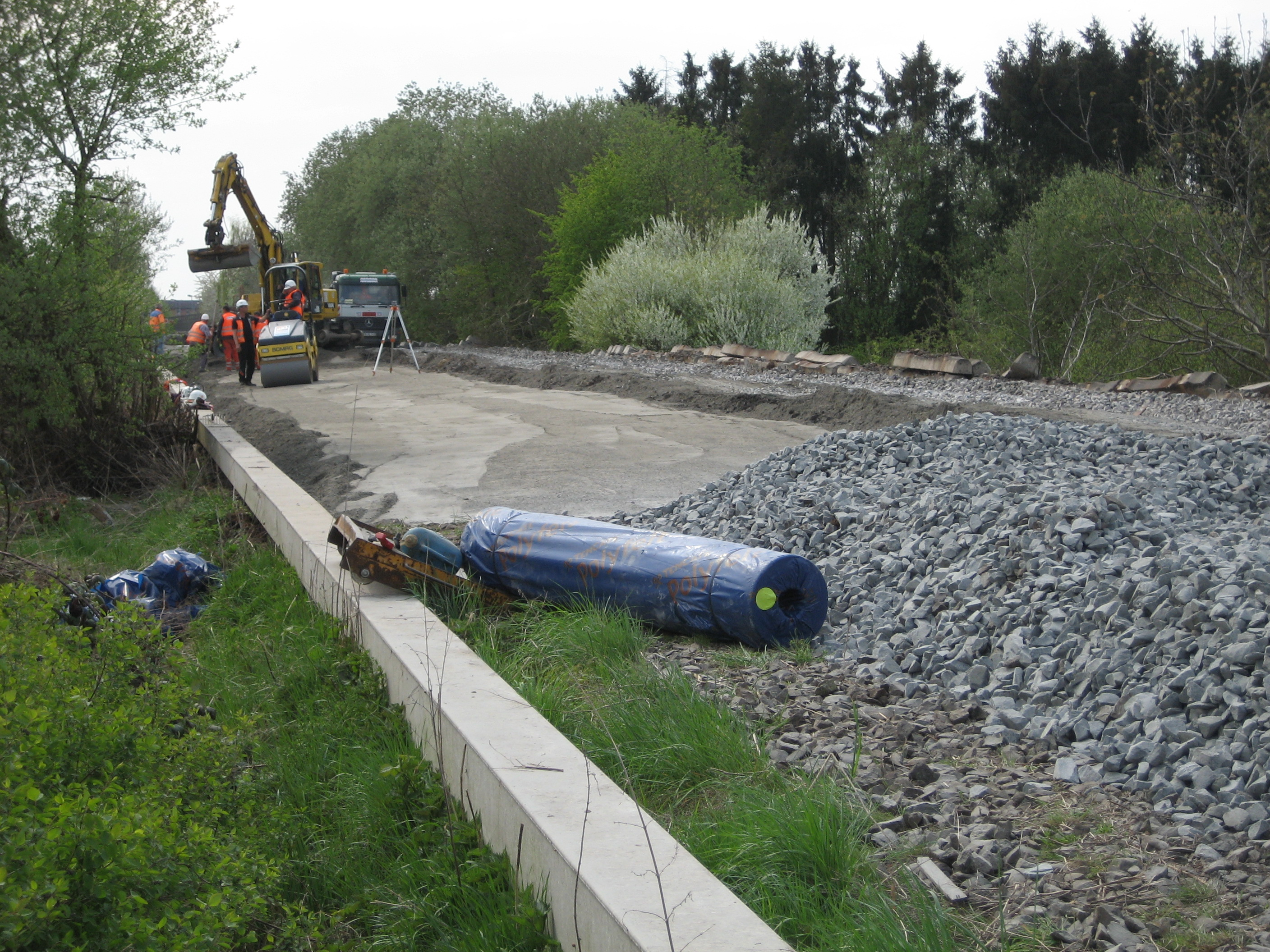
Erneuerung des Oberbaus bei Gießen-Rödgen in den Osterferien 2011

Eingleisigkeit, fehlende Kreuzungsmöglichkeiten, veraltete Technik und die damit einhergehende schlechte Betriebsqualität bestanden also weiter. In einem am 10. Juni 2008 in Grünberg verabschiedeten Eckpunktepapier einigten sich DB Netz und die Anliegergemeinden auf den dauerhaften Erhalt der Vogelsbergbahn. Unter anderem sollte die Infrastruktur trotz der geringen Mittel so verbessert werden, dass ein attraktiver Verkehr angeboten werden konnte. Ab 2012 sollte dann die Verkehrsleistung im Rahmen des Wettbewerbsverfahrens bestellt werden.
Im September 2009 kündigte Bahnchef Grube an, dass die Deutsche Bahn bis 2011 mit 24,6 Millionen Euro aus dem Konjunkturprogramm II die Vogelsbergbahn ausbauen werde. Die Modernisierung erfolgte 2010 und 2011. Brücken wurden erneuert, die Höchstgeschwindigkeit auf 120 km/h heraufgesetzt und dafür 61 niveaugleiche Bahnübergänge und die Signalanlagen angepasst.

### Zukunft
Im dritten Gutachterentwurf des Deutschlandtakts ist eine Reihe von Ausbaumaßnahmen auf der Strecke vorgesehen. Dafür waren, zum Preisstand von 2015, Investitionen von 152 Millionen Euro vorgesehen.
Der Rhein-Main-Verkehrsverbund prüft auf Bestreben der Stadt Fulda die Möglichkeit einer City-Bahn. Dabei soll die Realisierung von drei neuen Haltestellen auf der Vogelsbergbahn im Stadtgebiet Fulda untersucht werden.

## Verkehr

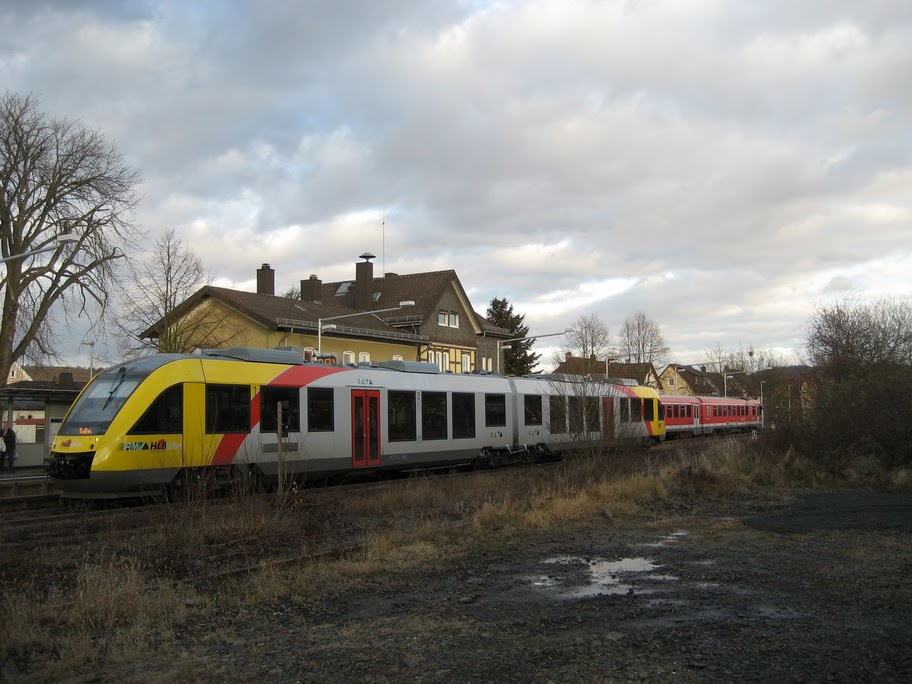
RB 15951 kreuzt am letzten Tag vor dem Betreiberwechsel mit der HLB in Großen-Buseck

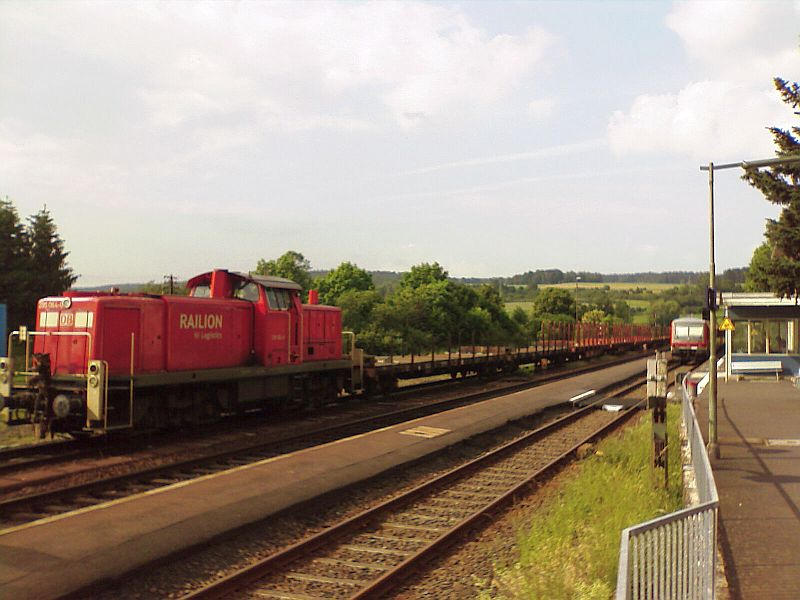
Güterverkehr im Bahnhof Großenlüder, mittlerweile eingestellt

Früher kamen im Personenverkehr Lokomotiven der Baureihen 211, 212 und 216 sowie auch Schienenbusse der Baureihe 796/798 zum Einsatz. Ab den frühen 1990er Jahren wurden Dieseltriebzüge der Baureihe 628 eingesetzt. Lokbespannte Zügen fuhren bis April 2003 als Wendezüge aus modernisierten und nicht modernisierten Silberlingen mit der Baureihe 215, die von Lokomotiven der Baureihe 218 abgelöst wurden. Im Dezember 2003 übernahm die Baureihe 628 schließlich den Gesamtverkehr. Seit Dezember 2011 wird der Personenverkehr durch die Hessische Landesbahn mit Dieseltriebwagen des Typs LINT 41 abgewickelt, die schon seit Oktober 2011 einen Teil der 628er abgelöst hatten.
Auf der Vogelsbergbahn verkehrten bis Dezember 2011 Regional-Express-Züge zwischen Gießen und Fulda werktags im Zwei-Stunden-Takt, sonntags fuhren drei Zugpaare im Vier-Stunden-Takt. Einige dieser Züge wurden mit dem Fahrplanwechsel im Dezember 2006 bis Limburg über die Lahntalbahn durchgebunden. Regionalbahnen bedienten die Strecke überwiegend im Zweistundentakt mit zusätzlichen Zügen im Schüler- und Berufsverkehr auf Teilabschnitten, vorrangig Gießen–Alsfeld und Alsfeld–Fulda.
Seit Dezember 2011 verkehren auf der Vogelsbergbahn nur noch Regionalbahnen, wenngleich ein Teil der Züge einige Haltepunkte (Lehnheim, Göbelnrod und Saasen) auslässt. Die Züge fahren tagsüber überwiegend im Stundentakt zwischen Gießen und Fulda. Montags bis freitags verkehren frühmorgens zusätzliche Züge ab Alsfeld – wo ein Teil der Züge abgestellt ist – nach Fulda und Gießen, sowie mittags bis abends stündlich zwischen Gießen und Mücke (davon einmal nur bis Grünberg), woraus sich ein unregelmäßiger 30-Minuten-Takt ergibt. Samstags fahren morgens ebenso zusätzliche Züge ab Alsfeld. Montags bis freitags, samstags oder sonntags verkehren dazu einzelne Fahrten auf Teilstrecken. Die letzten Fahrten enden täglich spätabends in Alsfeld. Die Züge tragen die Liniennummer RB 45.
Zum so genannten „Kleinen Fahrplanwechsel“ am 12. Juni 2016 wurden auf der Vogelsbergbahn neue Früh- und Spätverbindungen an den Wochenenden eingeführt.
Die Strecke ist eingleisig und durch Personenzüge gut ausgelastet, was das Führen von Sonderzügen und Güterverkehr erschwert. Dennoch verkehren ab und zu Überführungsfahrten über die ganze Strecke. Planmäßige durchgehende Güterzüge gibt es auf der Strecke nicht. Der Güterverkehr beschränkt sich heute auf die Abschnitte Gießen–Großen Buseck und Wallenrod–Fulda, nachdem Ende April 2022 in Wallenrod ein 1,7 km langer Gleisanschluss zum Sägewerk Pfeifer in Betrieb genommen wurde, der regelmäßig mit Holzzügen von Fulda aus bedient wird.

## Betriebsstellen
- Der Haltepunkt Gießen Flughafen war unbesetzt. In der unmittelbaren Nachkriegszeit lag er im Sperrgebiet des Flughafens Gießen und durfte von Deutschen nicht genutzt werden. Diese Beschränkung wurde Anfang 1947 aufgehoben.[27] Es bestand auch ein Anschlussgleis zum Flughafen.[28]
- Der Bahnhof Grünberg erhielt 2018 zwei neue, 55 Zentimeter hohe Außenbahnsteige sowie Aufzüge, womit der Zustieg in die Personenzüge barrierefrei wurde.[29]
- Der ehemalige Haltepunkt Renzendorf wurde im Rahmen eines neuen Fahrplankonzepts im Dezember 2011 trotz Einwänden des Fahrgastverbandes Pro Bahn stillgelegt.[30]
- Betriebsbahnhof Wallenrod: Der Haltepunkt Wallenrod wurde im Rahmen des neuen Fahrplankonzepts im Dezember 2011 entgegen Bedenken des Fahrgastverbandes Pro Bahn stillgelegt.[31]
Um Holztransport vom LKW auf die Schiene zu verlagern, errichtete die Pfeifer Group ab Ende 2019 einen 1,7 km langen Gleisanschluss von hier zu ihrem Lauterbacher Standort[32], der Ende April 2022 in Betrieb ging.[33]